# Hezekiah S. Bundy

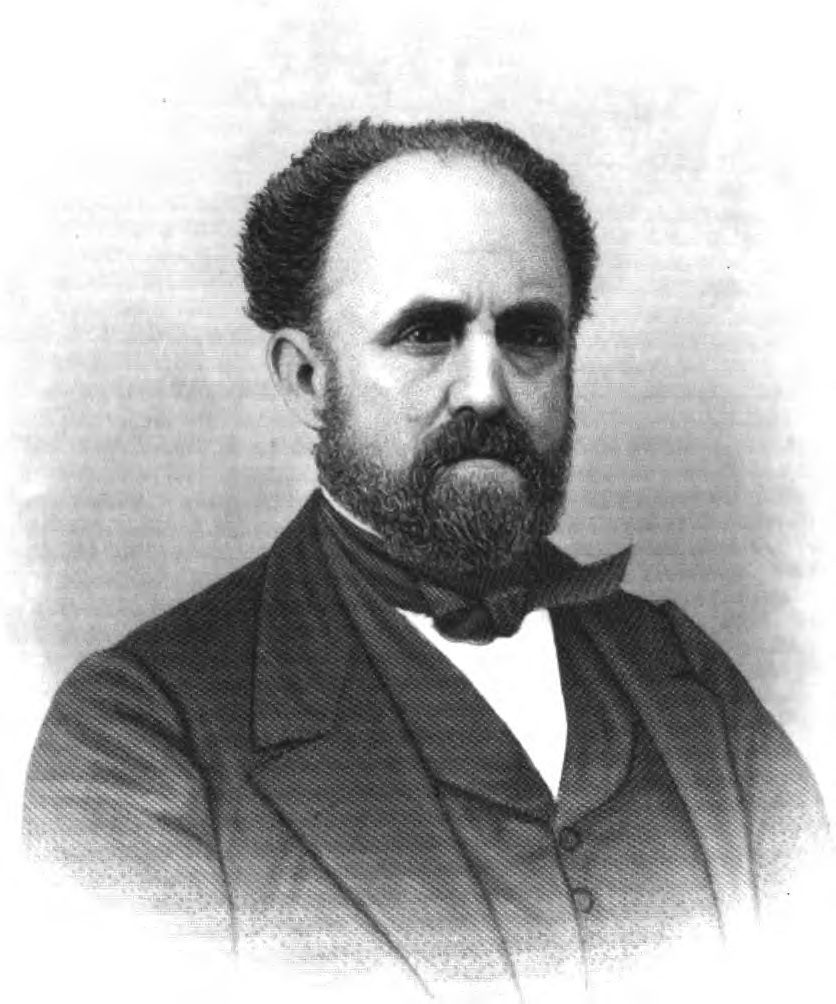
Hezekiah S. Bundy

Hezekiah Sanford Bundy (* 15. August 1817 in Marietta, Ohio; † 12. Dezember 1895 in Wellston, Ohio) war ein US-amerikanischer Politiker. Zwischen 1865 und 1895 vertrat er dreimal den Bundesstaat Ohio im US-Repräsentantenhaus.

## Werdegang
Im Jahr 1819 zog Hezekiah Bundy mit seinen Eltern in das Athens County, wo er die öffentlichen Schulen besuchte. Danach betätigte er sich zunächst in der Landwirtschaft. Nach einem anschließenden Jurastudium und seiner 1850 erfolgten Zulassung als Rechtsanwalt begann er in diesem Beruf zu praktizieren, den er bis 1860 ausübte. Danach arbeitete er in der Eisenindustrie. In den Jahren 1848 und 1850 saß er als Abgeordneter im Repräsentantenhaus von Ohio; 1855 gehörte er dem Staatssenat an. Er wurde Mitglied der 1854 gegründeten Republikanischen Partei. Im Jahr 1862 kandidierte er noch erfolglos für das US-Repräsentantenhaus.
Bei den Kongresswahlen des Jahres 1864 wurde Bundy dann aber im elften Wahlbezirk von Ohio in das US-Repräsentantenhaus in Washington, D.C. gewählt, wo er am 4. März 1865 die Nachfolge von Wells A. Hutchins antrat. Da er im Jahr 1866 auf eine weitere Kandidatur verzichtete, konnte er bis zum 3. März 1867 zunächst nur eine Legislaturperiode im Kongress absolvieren. Seit 1865 war die Arbeit des Kongresses von den Spannungen zwischen den Republikanern und Präsident Andrew Johnson überschattet, die in einem nur knapp gescheiterten Amtsenthebungsverfahren gipfelten. Bei den Wahlen des Jahres 1872 wurde Bundy erneut im zwölften Distrikt seines Staates in den Kongress gewählt, wo er am 4. März 1873 John Thomas Wilson ablöste, der 1867 dort sein Nachfolger geworden war. Da er im Jahr 1874 nicht bestätigt wurde, konnte er auch diesmal nur eine Amtszeit im Repräsentantenhaus verbringen, während der er Vorsitzender des Committee on Mileage war.
Im Jahr 1887 zog Hezekiah Bundy nach Wellston, wo er wieder als Anwalt praktizierte. Nach dem Tod des Abgeordneten William H. Enochs wurde er bei der fälligen Nachwahl für den zehnten Sitz von Ohio als dessen Nachfolger in das US-Repräsentantenhaus gewählt, wo er am 4. Dezember 1893 sein Mandat antrat. Bis zum 3. März 1895 konnte er dort die laufende Legislaturperiode beenden. Er starb am 12. Dezember 1895 in Wellston, wo er auch beigesetzt wurde.